# BMW E38
Die Baureihe E38 ist die dritte Generation der 7er-Reihe von BMW in der Oberklasse. Sie wurde im Juni 1994 als Nachfolgebaureihe des BMW E32 eingeführt. In dieser Baureihe kam eine komplett neu entwickelte Integral-Hinterachse zum Einsatz. Der BMW E38 war das erste Auto eines europäischen Herstellers, das ab Werk mit einem Navigationssystem angeboten wurde. Bis Juli 2001 wurden im BMW-Werk Dingolfing 327.598 Exemplare produziert. Die Nachfolgemodelle waren E65, E66, E67 und E68.

## Modellgeschichte

### Motoren
Zur Markteinführung im Juni 1994 wurden zunächst die Modelle 730i und 740i angeboten mit dem Achtzylinder-V-Motor M60 mit 3,0 bzw. 4,0 Liter Hubraum. Während der 730i serienmäßig mit einem Fünfgang-Schaltgetriebe ausgeliefert wurde, erhielt der 740i ein neuentwickeltes Sechsgang-Schaltgetriebe. Im Herbst 1994 folgte der BMW 750i, dessen Zwölfzylinder-V-Motor M73 einen Hubraum von 5,4 Litern sowie eine Leistung von 240 kW (326 PS) aufweist. Er ist an ein Fünfgang-Automatikgetriebe gekoppelt. Im Herbst 1995 wurde als neue Basismotorisierung der 728i mit dem Sechszylinder-Reihenmotor M52 mit 142 kW (193 PS) eingeführt.
Im März 1996 wurden die M60-Motoren durch die neue Motorenbaureihe M62 ersetzt. Der Hubraum der 3,0- und 4,0-Liter-Motoren wurde auf 3,5 Liter (735i) bzw. 4,4 Liter (weiterhin als 740i bezeichnet) vergrößert. Das maximale Drehmoment stieg von 290 Nm auf 320 Nm bzw. von 400 Nm auf 420 Nm. Der 735i leistete jetzt 175 kW (235 PS) statt 160 kW (218 PS). Die Nennleistung des 740i blieb mit 210 kW (286 PS) unverändert. Ab April 1996 war der 725tds mit einem Sechszylinder-Dieselmotor mit Wirbelkammereinspritzung und 105 kW (143 PS) lieferbar.

### Technik und Innovation
Ab September 1994 wurde für den BMW E38 als Sonderausstattung ein Navigationssystem angeboten. Es war das erste Auto eines europäischen Herstellers, das ab Werk mit einem Navigationssystem optional lieferbar war. Dessen 4:3 Monitor bietet auch eine TV-Funktion (analog), welche nur bei Fahrzeugstillstand nutzbar ist.

### Varianten

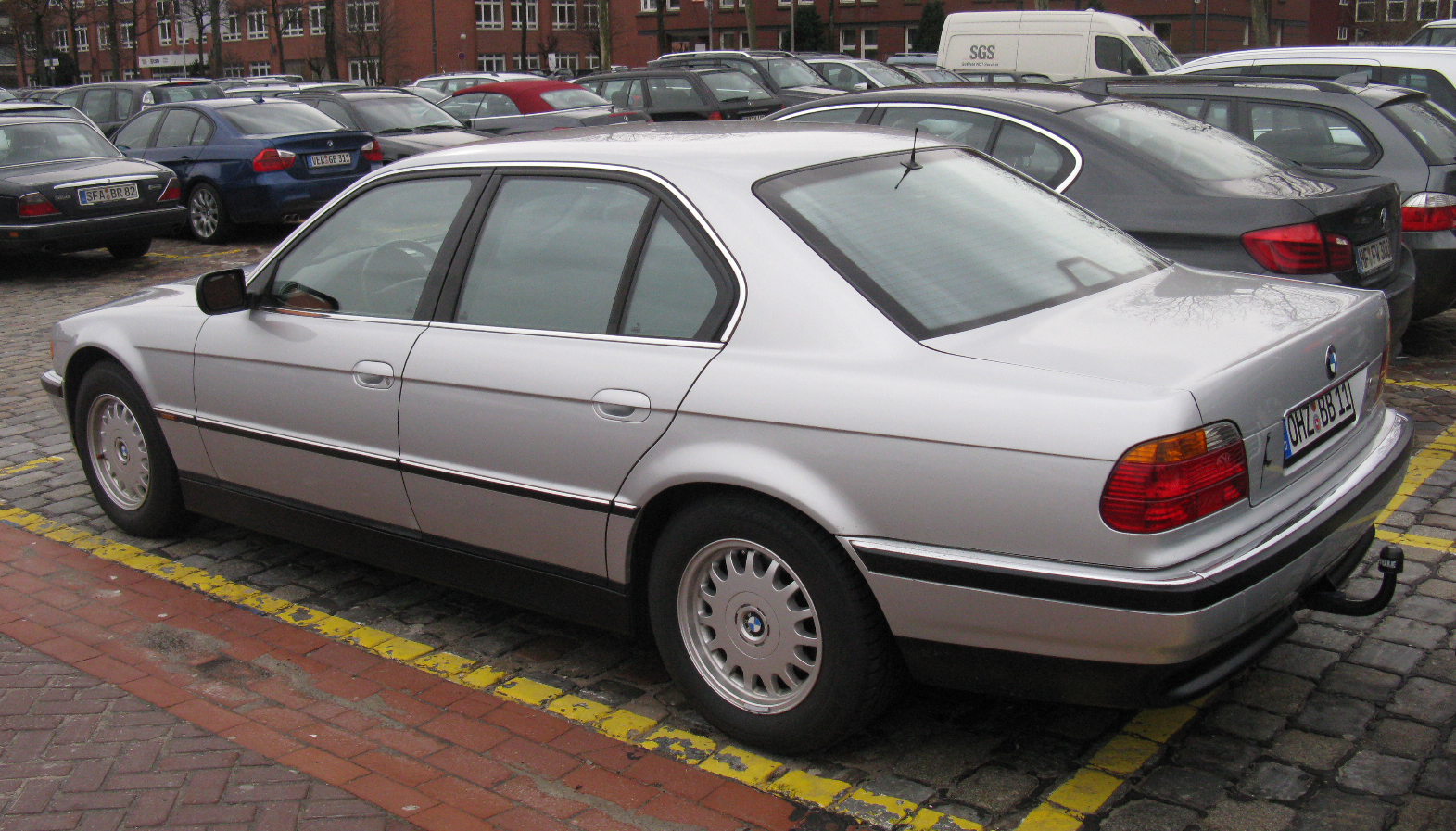
Heckansicht
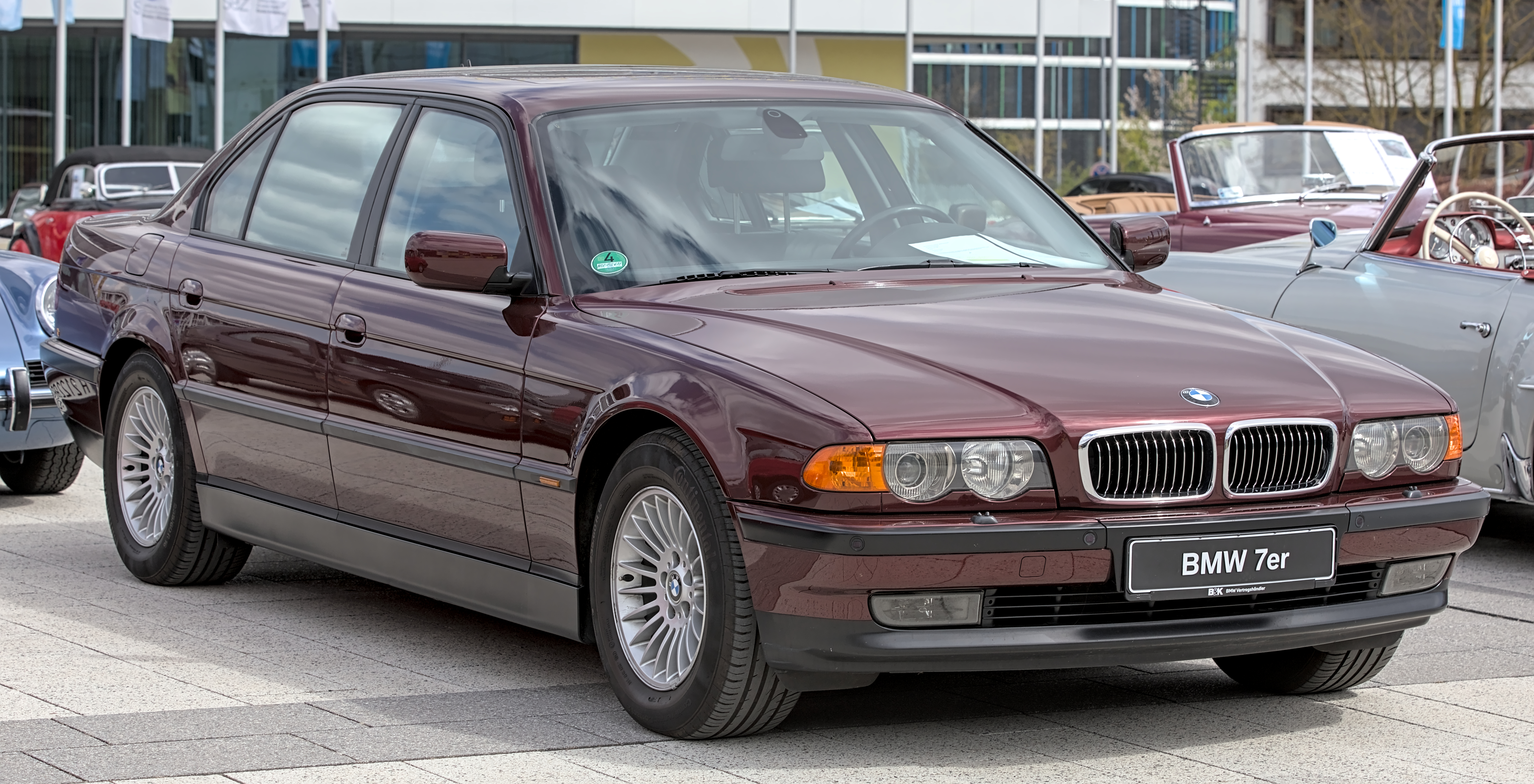
BMW 750iL
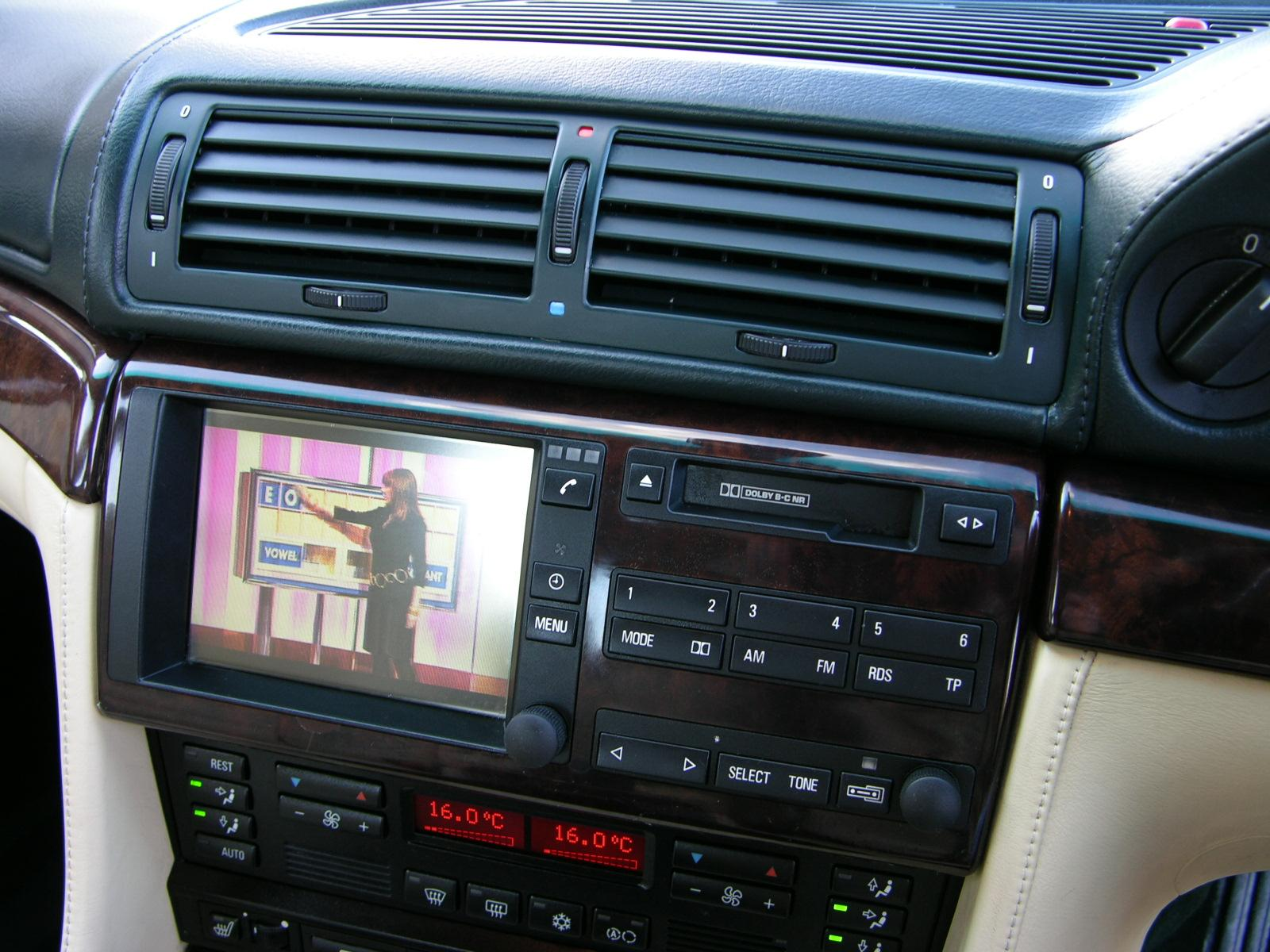
BMW E38 Bordmonitor 4:3 mit TV-Funktion
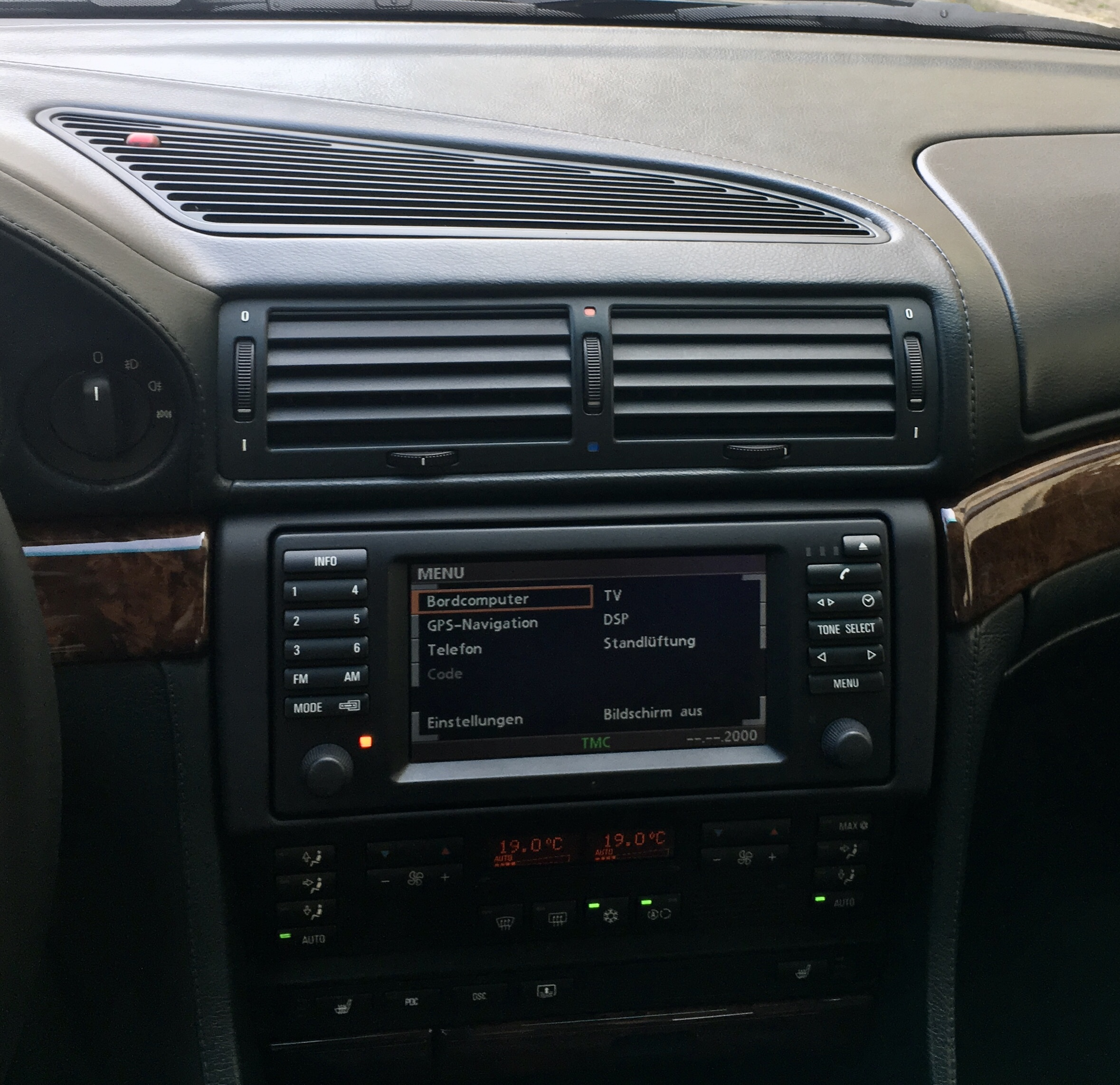
Bordmonitor Navigation Professional 16:9 ab BJ 2000

### Sicherheitsausstattung
Ab September 1996 umfasste die Serienausstattung Seitenairbags für Fahrer und Beifahrer. Die ab Juni 1997 als Sonderausstattung erhältlichen ITS-Kopfairbags gehörten ab September 1997 zur Serienausstattung. Im September 1997 wurde die Serienausstattung um Seitenairbags für den Fond erweitert, im Frühjahr 1999 um Kopfairbags für den Fond.

## Modellpflege

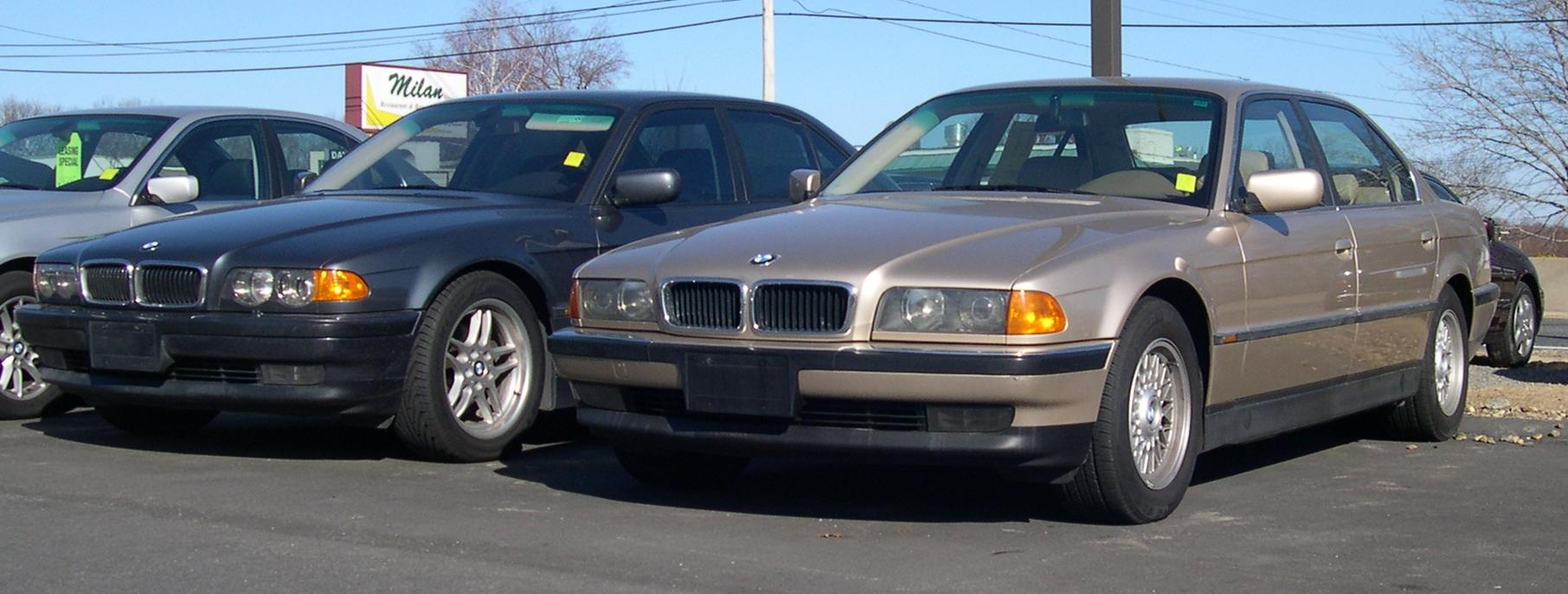
BMW 740iL Facelift vs. BMW Vorfacelift

### Äußeres

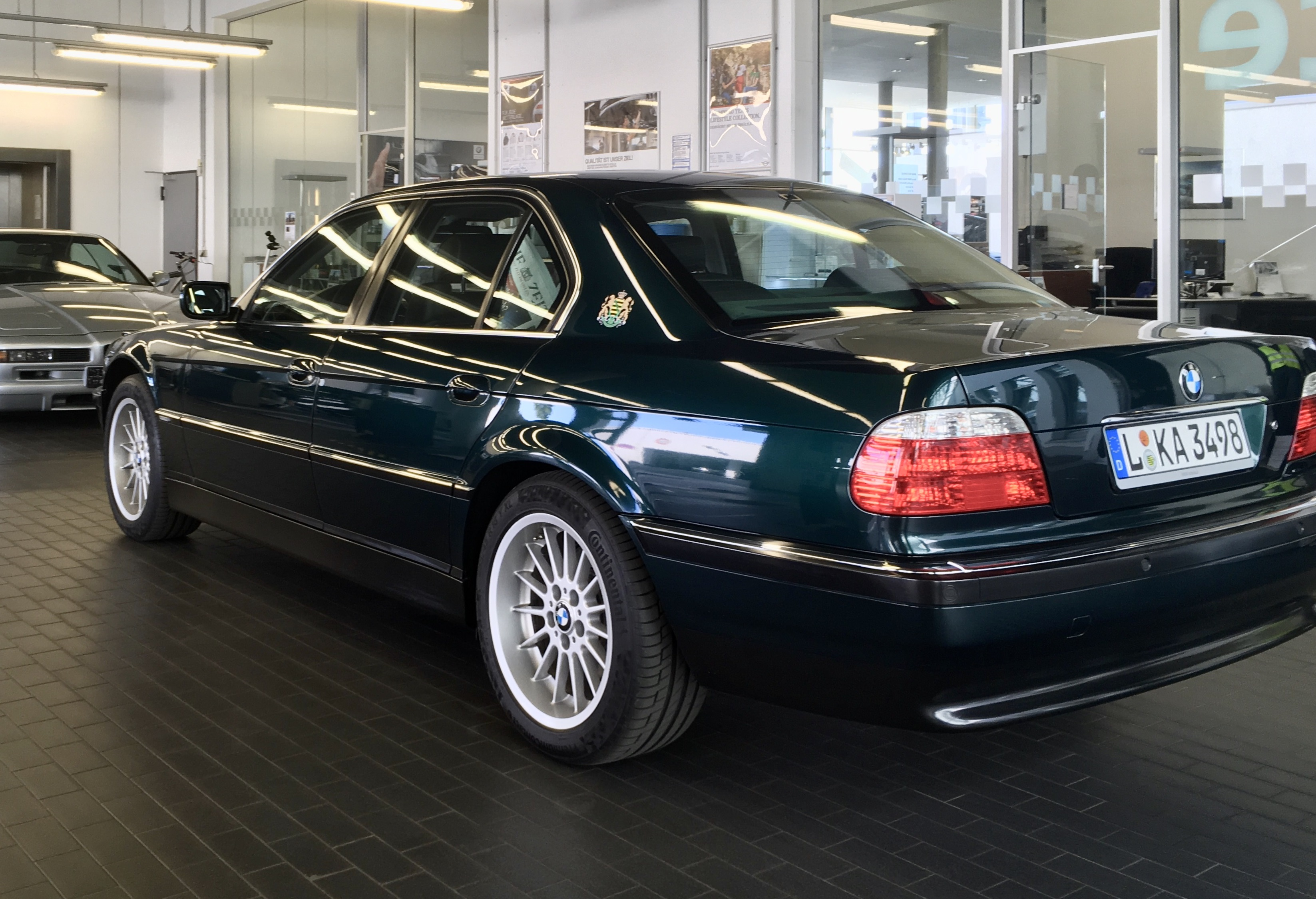
BMW E38 10/1998 – 07/2001 (oxfordgrün-metallic)

Im Herbst 1998 wurde der 7er modifiziert. Dabei wurden die vertikalen Streben in den BMW-Nieren, die Frontscheinwerfer und die Heckleuchten nun in Klarglas überarbeitet. Die Seitenschweller waren nun durchgängig. An der Heckklappe gab es eine Chromleiste.

### Technik

#### Motoren
Für die Achtzylindermotoren wurde die variable Nockenwellensteuerung VANOS eingeführt. Diese steigerte die Leistung des 735i auf 175 kW (238 PS) und das maximale Drehmoment auf 345 Nm. Die Leistung des 740i blieb nominal unverändert bei 210 kW (286 PS), das maximale Drehmoment wurde auf 440 Nm angehoben. Fortan wurden 735i und 740i ausschließlich mit dem Fünfgangautomatikgetriebe des Typs ZF 5HP24 geliefert. Der Sechszylindermotor des 728i erhielt Doppel-VANOS. Neu im Programm war das Modell 730d mit einem 3,0-Liter-Sechszylinder-Dieselmotor mit Common-Rail-Direkteinspritzung. Er leistete zunächst 135 kW (184 PS) und erzeugte ein maximales Drehmoment von 410 Nm. Wie 735i und 740i ist er ebenfalls an das 5HP24-Getriebe gebunden. Der 725tds wurde ab Herbst 1998 nur noch in einigen wenigen Märkten angeboten.
Ab Mitte 1999 war der 740d mit einem 3,9-Liter-V8-Biturbo-Dieselmotor mit Common-Rail-Direkteinspritzung im Programm. Dessen Leistung wurde zunächst mit 175 kW (238 PS) angegeben, ab Markteinführung schließlich mit 180 kW (245 PS). Sein Drehmoment betrug 560 Nm. Damit war der 740d der leistungsfähigste Diesel-Pkw auf dem Markt. Im Frühjahr 2000 wurde die Leistung des 730d auf 142 kW (193 PS) gesteigert, während das maximale Drehmoment auf 430 Nm stieg.

#### Ausstattung
Modelle ab April 1999 wurden nun mit der „Haifischflossen-Antenne“ geliefert. Des Weiteren gab es eine Überarbeitung der Schalter für die Sitzheizung vorne sowie für die elektrische Lenkradhöhenverstellung. Auch war die Funktion „Heimleuchten“ möglich. Beim Verlassen des Wagens konnte man den Weg beleuchten. Ab Juni 2000 war der Navigationsrechner „MK3“ verfügbar mit dem Bordmonitor 16:9. Das Kassettendeck befand sich fortan hinter dem Gerät, das elektrisch auszuklappen war.

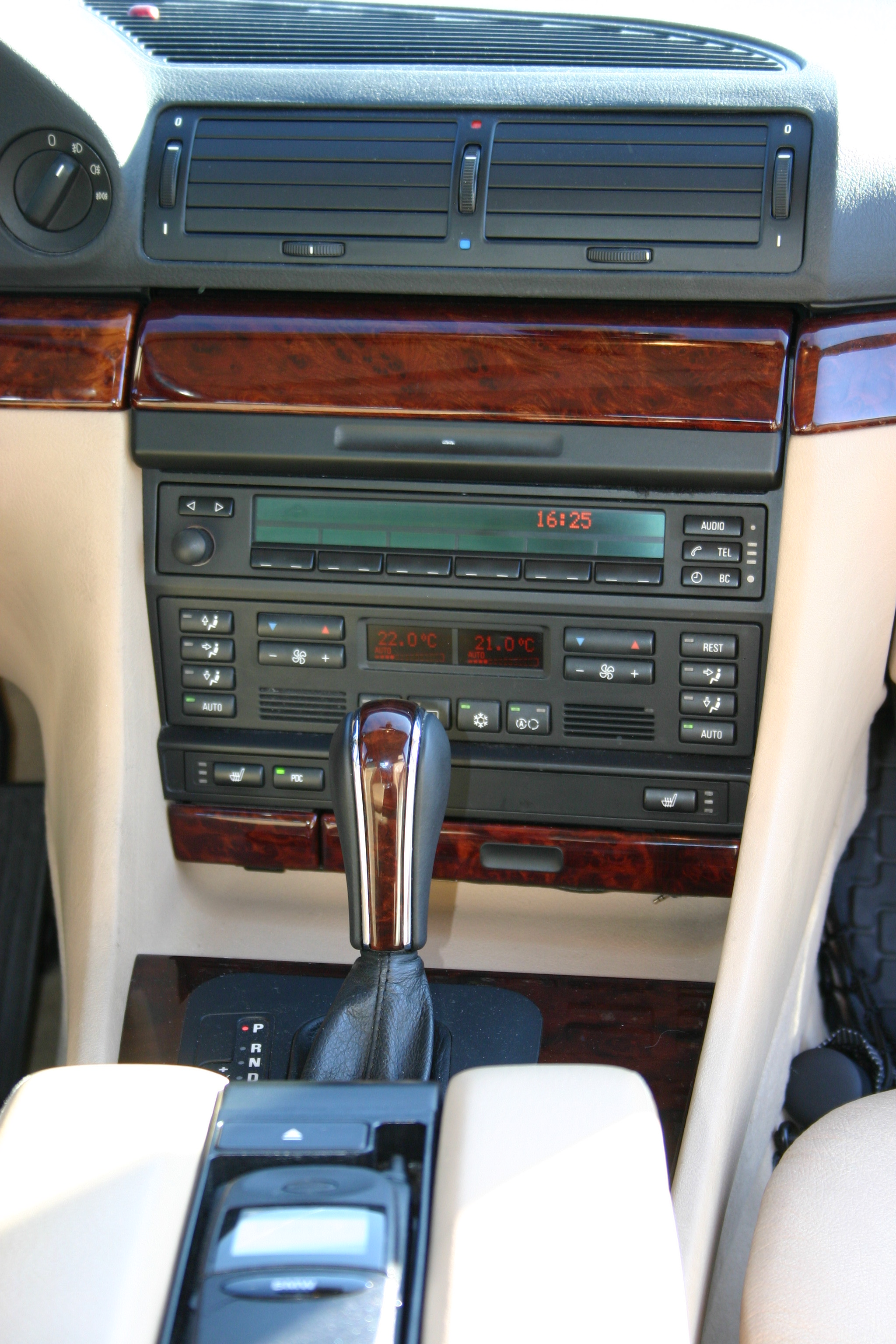
BMW E38 mit Radio und Multiinformationsdisplay (MID)

#### Ende des BMW E38
Am 27. Juli 2001 lief der letzte BMW E38 vom Band.

#### Der E38 im Alter
Der E38 entspricht der sportlich-filigranen Gestaltungslinie, die viele Jahre prägend für BMW war. Der Nachfolgetyp E65 folgte einem anderen, polarisierenden Design. Deshalb wird der E38 landläufig als der letzte schöne 7er bezeichnet. Technisch ist er hingegen der erste 7er mit komplexer Elektronik, darunter dem CAN-Bus-System. Zusammen mit der umfangreichen elektrischen (Komfort-)Ausstattung stellt der E38 im Alter ungleich höhere Anforderungen als der Vorgängertyp. Vergleichsweise schnell verschleißt das Fahrwerk und die Mehrlenker-Hinterachse bedeutet erhöhten Reparaturaufwand. Im Gegensatz zu den soliden Schaltgetrieben zeigen sich die Automatikgetriebe im Alter mitunter störanfällig. Die Motoren gelten als solide, wobei sich der Instandhaltungsaufwand mit der Anzahl der Zylinder erhöht. Ein markanter Schwachpunkt des 740i ist die zum sich Lösen neigende Ölpumpe. Gut ist der Korrosionsschutz des E38. Rost macht eher im kosmetischen Bereich Probleme sowie an den Schwellerenden und der Wagenheberaufnahme. Die Ersatzteilversorgung gilt als gut.
In einer Analyse des Gebrauchtwagenmarkts von 2014 wurde festgestellt, dass der BMW 725 (E38) im Durchschnitt mit mehr als 300 000 km Laufleistung angeboten wird – so viel wie kein anderes Pkw-Modell.

## Sondervarianten

### L7
Von 1997 bis 2001 fertigte BMW den L7. Dieser basiert auf dem 750iL und wurde an der B-Säule zugunsten des Fonds nochmals um 25 Zentimeter verlängert. Somit war der L7 39 Zentimeter länger als die Kurzversion. Der Verkaufspreis betrug 246.000 D-Mark. 899 Exemplare liefen vom Band.

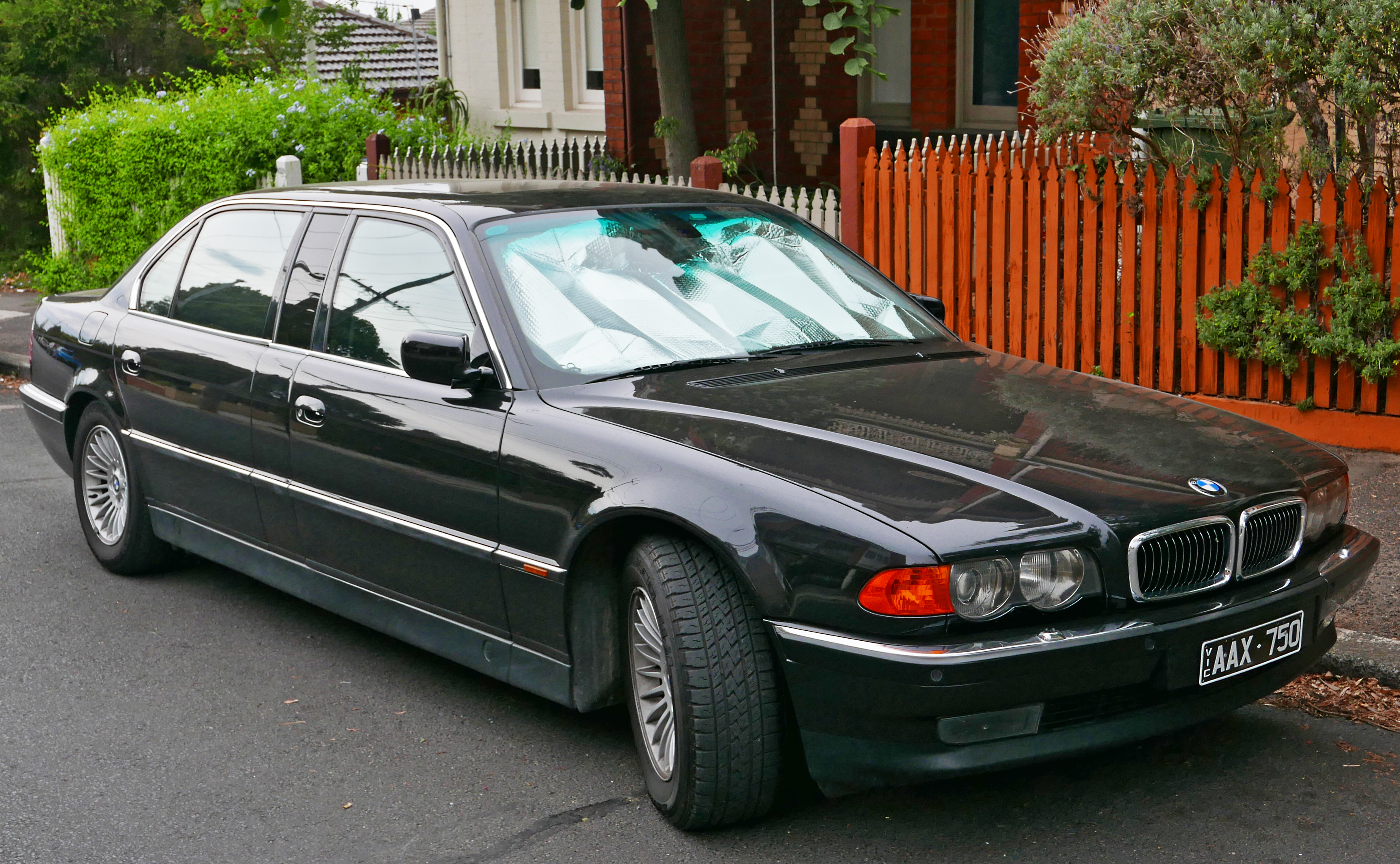
BMW L7 (1998–2001)
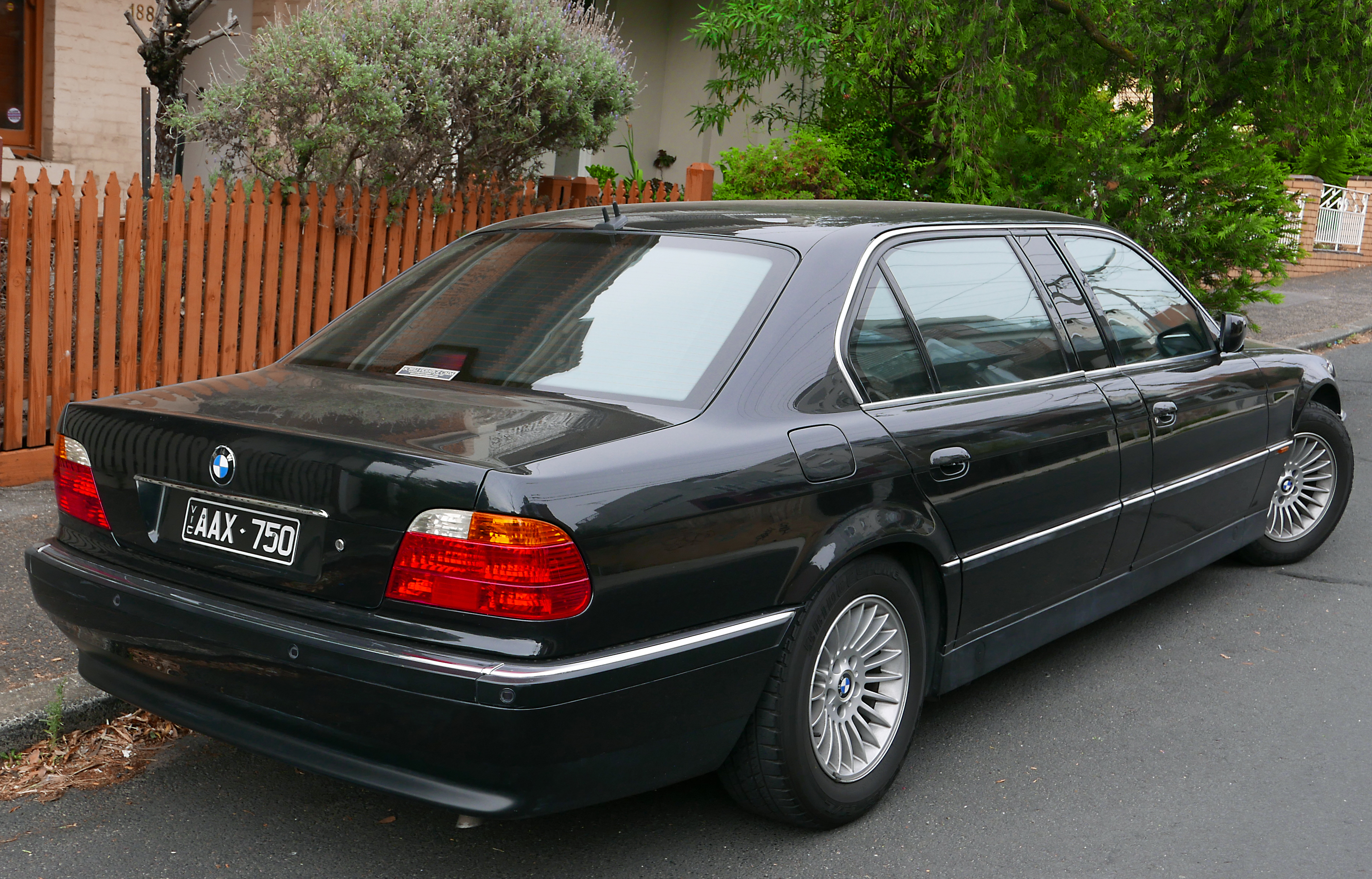
BMW L7 (1998–2001)
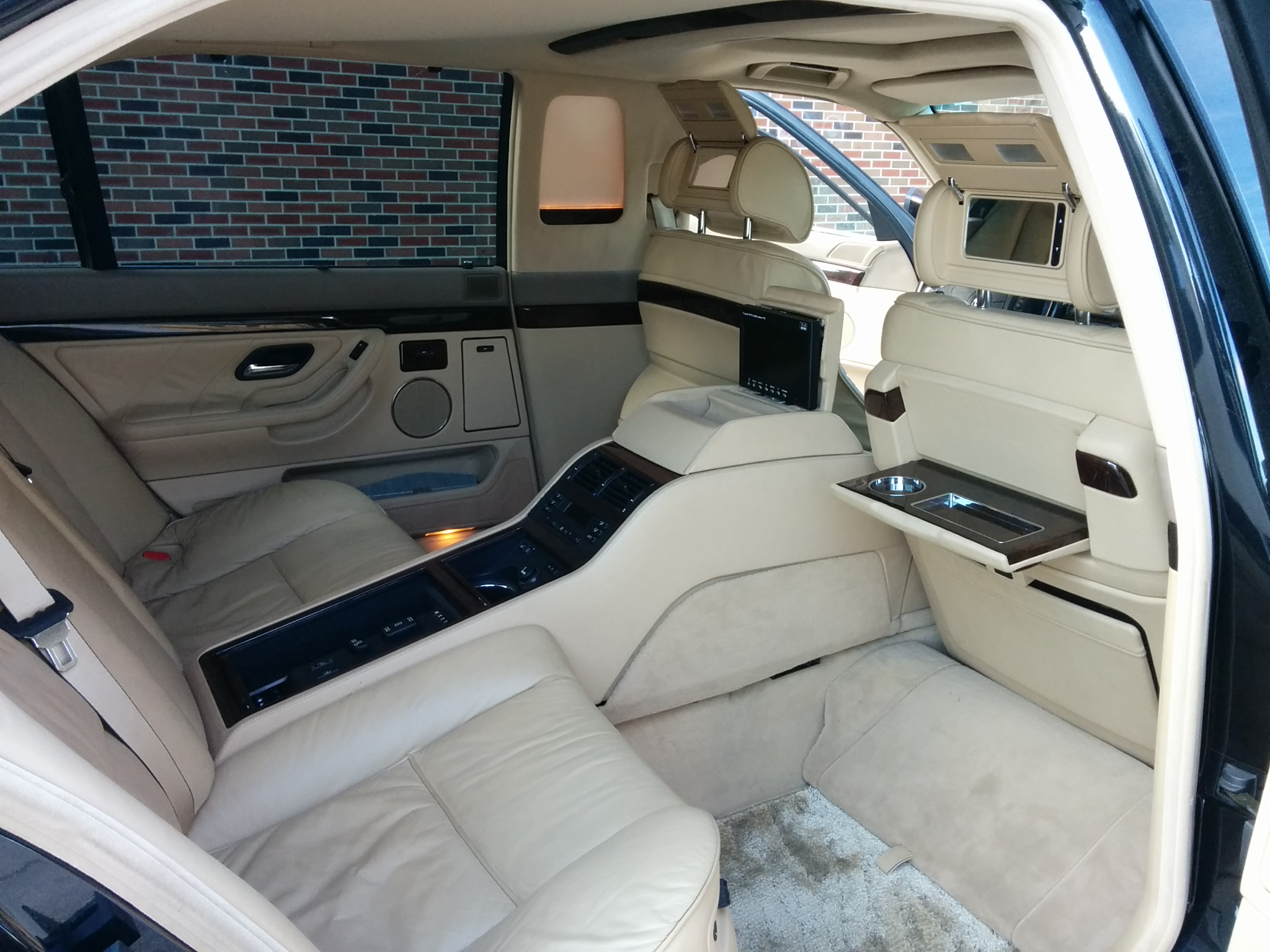
BMW L7, Interieur (1998–2001)

### Sicherheitsfahrzeuge
Im zweiten Quartal 1999 startete der Verkauf der Sicherheitsfahrzeuge 740iL Protection Line und 750iL Protection Line, mit einer Karosseriepanzerung durch Aramidfasermatten und einer Schutzverglasung. Die zusätzlichen Schutzmaßnahmen brachten ein Mehrgewicht von ca. 145 kg. Zur Serienausstattung gehört auch eine Bereifung mit Notlaufeigenschaften. Einen noch größeren Schutz bietet der 750iL Security Line.

## Technische Daten

### Modelle und Motorisierungen
| Modell                                                              | Motorcode   | Hubraum     | Zylinder    | Ventile     | max. Leistung                | max. Drehmoment          | Beschleunigung 0–100 km/h | Höchstgeschwindigkeit | Bauzeit     |
| Ottomotoren                                                         | Ottomotoren | Ottomotoren | Ottomotoren | Ottomotoren | Ottomotoren                  | Ottomotoren              | Ottomotoren               | Ottomotoren           | Ottomotoren |
| ------------------------------------------------------------------- | ----------- | ----------- | ----------- | ----------- | ---------------------------- | ------------------------ | ------------------------- | --------------------- | ----------- |
| 728i, 728iL                                                         | M52B28      | 2793 cm³    | R6          | 24          | 142 kW (193 PS) bei 5300/min | 280 Nm bei 3950/min      | 8,6 s [9,6 s]             | 227 km/h [225 km/h]   | 1995–1998   |
| 728i, 728iL                                                         | M52B28      | 2793 cm³    | R6          | 24          | 142 kW (193 PS) bei 5500/min | 280 Nm bei 3500/min      | 8,6 s [9,6 s]             | 228 km/h [226 km/h]   | 1998–2001   |
| 730i, 730iL                                                         | M60B30      | 2997 cm³    | V8          | 32          | 160 kW (218 PS) bei 5800/min | 290 Nm bei 4500/min      | 8,3 s [9,7 s]             | 235 km/h [234 km/h]   | 1994–1996   |
| 735i, 735iL                                                         | M62B35      | 3498 cm³    | V8          | 32          | 173 kW (235 PS) bei 5700/min | 320 Nm bei 3300/min      | 7,6 s [8,4 s]             | 244 km/h [240 km/h]   | 1996–1998   |
| 735i, 735iL                                                         | M62B35      | 3498 cm³    | V8          | 32          | 175 kW (238 PS) bei 5800/min | 345 Nm bei 3800/min      | [8,2 s]                   | [243 km/h]            | 1998–2001   |
| 740i, 740iL                                                         | M60B40      | 3982 cm³    | V8          | 32          | 210 kW (286 PS) bei 5800/min | 400 Nm bei 4500/min      | 6,9 s [7,4 s]             | 250 km/h [250 km/h]   | 1994–1996   |
| 740i, 740iL                                                         | M62B44      | 4398 cm³    | V8          | 32          | 210 kW (286 PS) bei 5700/min | 420 Nm bei 3900/min      | 6,6 s [7,0 s]             | 250 km/h [250 km/h]   | 1996–1998   |
| 740i, 740iL                                                         | M62B44      | 4398 cm³    | V8          | 32          | 210 kW (286 PS) bei 5400/min | 440 Nm bei 3600/min      | [7,0 s]                   | [250 km/h]            | 1998–2001   |
| 750i, 750iL                                                         | M73B54      | 5379 cm³    | V12         | 24          | 240 kW (326 PS) bei 5000/min | 490 Nm bei 3900/min      | [6,6–6,8 s]               | [250 km/h]            | 1994–2001   |
| Dieselmotoren                                                       |             |             |             |             |                              |                          |                           |                       |             |
| 725tds                                                              | M51D25      | 2497 cm³    | R6          | 12          | 105 kW (143 PS) bei 4600/min | 280 Nm bei 2200/min      | 11,5 s [12,2 s]           | 206 km/h [202 km/h]   | 1996–2000   |
| 730d                                                                | M57D30      | 2926 cm³    | R6          | 24          | 135 kW (184 PS) bei 4000/min | 410 Nm bei 2000–3000/min | [9,2 s]                   | [220 km/h]            | 1998–2000   |
| 730d                                                                | M57D30      | 2926 cm³    | R6          | 24          | 142 kW (193 PS) bei 4000/min | 430 Nm                   | [8,9 s]                   | [220 km/h]            | 2000–2001   |
| 740d                                                                | M67D40      | 3901 cm³    | V8          | 32          | 175 kW (238 PS) bei 4000/min | 560 Nm                   | [8,4 s]                   | [242 km/h]            | 1999–1999   |
| 740d                                                                | M67D40      | 3901 cm³    | V8          | 32          | 180 kW (245 PS) bei 4000/min | 560 Nm bei 1750–2500/min | [8,4 s]                   | [242 km/h]            | 1999–2001   |
| Werte in eckigen Klammern gelten für Modelle mit Automatikgetriebe. |             |             |             |             |                              |                          |                           |                       |             |
| Quellen:                                                            |             |             |             |             |                              |                          |                           |                       |             |

### Produktionszahlen
| Modell    | Bauzeit         | Einheiten | Quelle |
| --------- | --------------- | --------- | ------ |
| 728i      | 09/1995–07/2001 | 40.862    | [ 23 ] |
| 728iL     | 09/1998–07/2001 | 4.901     | [ 24 ] |
| 730i      | 04/1994–03/1996 | 20.213    | [ 25 ] |
| 730iL     | 04/1994–02/1996 | 2.137     | [ 26 ] |
| 735i      | 03/1996–07/2001 | 21.481    | [ 27 ] |
| 735iL     | 03/1996–07/2001 | 6.724     | [ 28 ] |
| 740i      | 04/1994–07/2001 | 129.356   | [ 29 ] |
| 740iL     | 06/1994–07/2001 | 50.933    | [ 30 ] |
| 750i      | 09/1994–07/2001 | 8.559     | [ 31 ] |
| 750iL     | k. A.           | k. A.     |        |
| L7        | 03/1997–07/2001 | 899       | [ 19 ] |
| 725tds    | 03/1996–02/2000 | 9.053     | [ 32 ] |
| 730d      | 09/1998–07/2001 | 12.336    | [ 33 ] |
| 740d      | k. A.           | k. A.     |        |
| 750hL     | 2000            | 15        | [ 34 ] |
| Insgesamt | 04/1994–07/2001 | 327.598   | [ 35 ] |

## Wasserstoffauto 750hL

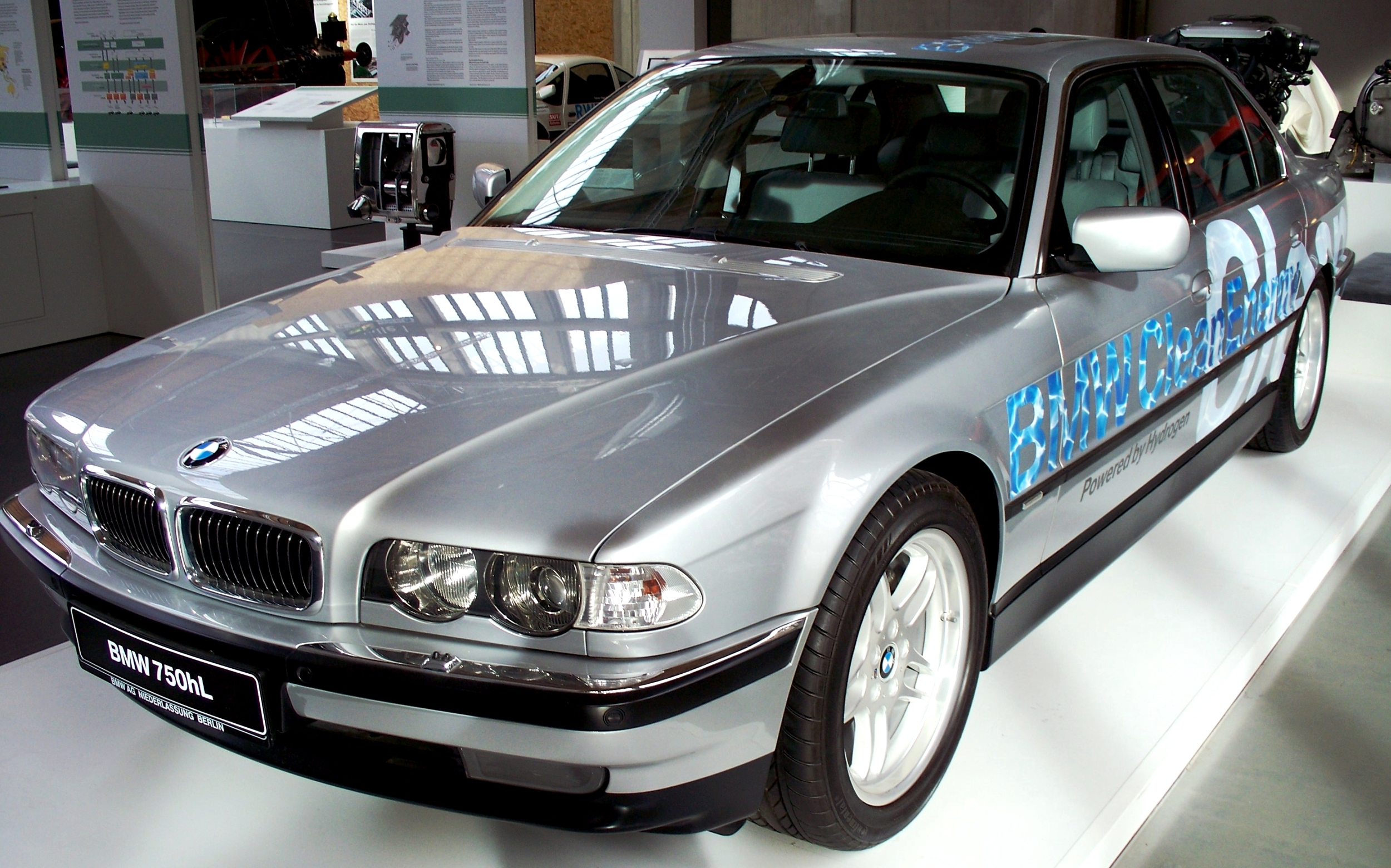
BMW 750hL

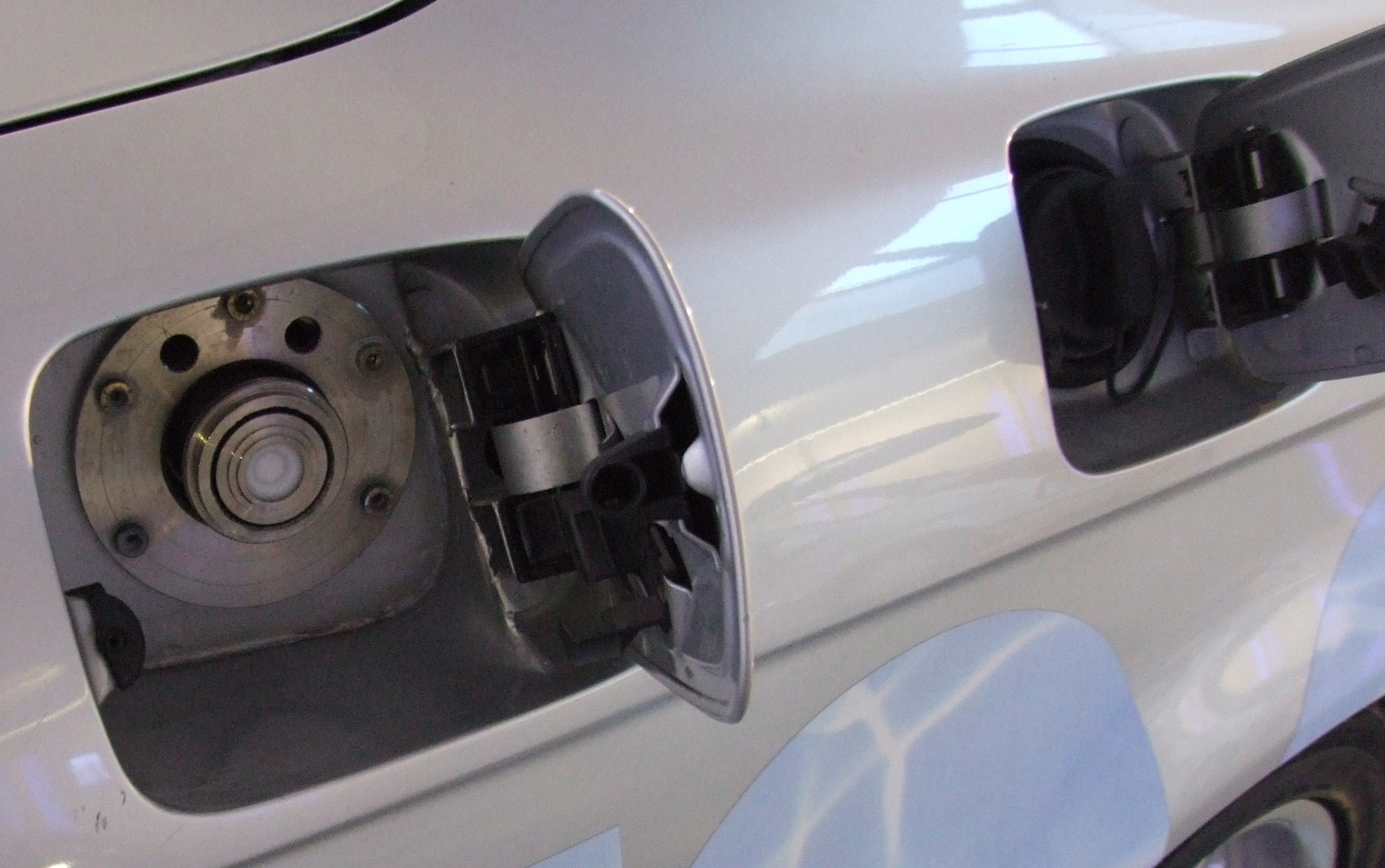
BMW 750hL Wasserstoffeinfüllstutzen

Am 11. Mai 2000 stellte BMW in Berlin eine Flotte von 15 Exemplaren des Wasserstoffautos 750hL vor. BMW bezeichnete den 750hL als „das erste in einer Kleinserie gebaute Wasserstoffauto der Welt“. Sein Zwölfzylinder-Wasserstoffverbrennungsmotor kann sowohl mit Wasserstoff als auch mit Benzin betrieben werden. Im Betrieb mit Wasserstoff leistet er 150 kW (204 PS), beschleunigt von 0 auf 100 km/h in 9,6 Sekunden und erreicht eine Höchstgeschwindigkeit von 226 km/h. Die Produktion des Wasserstoffmotors war in die reguläre Motorenfertigung im Werk Dingolfing integriert. Er unterscheidet sich von den konventionellen Ottomotoren im Wesentlichen nur durch den Ansaugtrakt mit zusätzlichen Einblasventilen für den Wasserstoff. Gespeichert wird der Wasserstoff kryogen bei einer Temperatur von minus 253 Grad Celsius in einem doppelwandigen Stahltank hinter den Rücksitzlehnen. Der Wasserstofftank fasst 140 Liter und ermöglicht eine zusätzliche Reichweite von 350 Kilometern. Darüber hinaus hat der 750hL eine Brennstoffzelle mit einer Leistung von 5 Kilowatt bei 42 Volt. Diese dient nicht als Antriebsaggregat, sondern als Auxiliary Power Unit (APU) zur Stromversorgung für das Bordnetz. Während der Expo 2000 in Hannover wurden die Fahrzeuge gezeigt und auch als Shuttle eingesetzt. Von Februar bis November 2001 wurden die Fahrzeuge im Rahmen der „CleanEnergy WorldTour 2001“ in den Städten Dubai, Brüssel, Mailand, Tokio, Los Angeles und Berlin präsentiert. Bis November 2001 hatten die 750hL eine Fahrleistung von über 150.000 Kilometern erbracht. Auf der Nürburgring-Nordschleife erreichte der 750hL im Betrieb mit Wasserstoff eine Rundenzeit von 9 Minuten und 53 Sekunden.

## BMW Alpina B12
Auf Basis des BMW 750i und 750iL entwickelte Alpina Burkard Bovensiepen 1995 den B12 5,7 und 1999 den B12 6,0. Diese Modelle sind im Gegensatz zu den BMW-Werksauslieferungen nicht elektronisch auf 250 km/h Höchstgeschwindigkeit begrenzt, sondern erreichen Höchstgeschwindigkeiten von über 280 km/h bzw. 293 km/h. Alpina führte eigenen Angaben zufolge 1995 im B12 5,7 als weltweit erster Automobilhersteller serienmäßig einen elektrisch beheizten Metall-Katalysator ein.
| Modell  | Hubraum  | Zylinder | max. Leistung   | max. Drehmoment | Bauzeit             | Basisfahrzeug |
| ------- | -------- | -------- | --------------- | --------------- | ------------------- | ------------- |
| B12 5,7 | 5646 cm³ | 12       | 285 kW (387 PS) | 560 Nm          | 12/1995 bis 08/1998 | 750i, 750iL   |
| B12 6,0 | 5980 cm³ | 12       | 316 kW (430 PS) | 600 Nm          | 07/1999 bis 07/2001 | 750i, 750iL   |
| Quelle: |          |          |                 |                 |                     |               |

## Bestand in Deutschland
Aufgeführt ist der Bestand an BMW E38 nach Hersteller- (HSN) und Typschlüsselnummern (TSN) im Zentralen Fahrzeugregister des Kraftfahrt-Bundesamtes. Typen mit weniger als 100 Fahrzeugen werden nicht ausgewiesen. Bis 2007 beinhaltete der Bestand neben der Anzahl der angemeldeten Fahrzeuge auch die Anzahl der vorübergehenden Stilllegungen. Seit 2008 enthält der Bestand lediglich den „fließenden Verkehr“ einschließlich der Saisonkennzeichen.
| HSN/TSN  | Modell          | kW     | 1.1.2005 | 1.1.2006 | 1.1.2008 | 1.1.2009 | 1.1.2010 | 1.1.2011 | 1.1.2012 | 1.1.2013 | 1.1.2014 | 1.1.2015 | 1.1.2016 | 1.1.2017 | 1.1.2018 | 1.1.2019 | 1.1.2020 | 1.1.2021 | 1.1.2022 | 1.1.2023 |
| -------- | --------------- | ------ | -------- | -------- | -------- | -------- | -------- | -------- | -------- | -------- | -------- | -------- | -------- | -------- | -------- | -------- | -------- | -------- | -------- | -------- |
| 0005/543 | 730i, 730iL     | 160    | 6.729    | 6.061    | 3.704    | 3.427    | 3.197    | 2.931    | 2.700    | 2.346    | 2.113    | 1.880    | 1.692    | 1.518    | 1.318    | 1.214    | 1.094    | 993      | 915      | 842      |
| 0005/544 | 740i, 740iL (1) | 210    | 5.895    | 5.208    | 3.557    | 3.347    | 3.119    | 2.866    | 2.611    | 2.296    | 2.040    | 1.820    | 1.634    | 1.436    | 1.312    | 1.167    | 1.074    | 989      | 924      | 875      |
| 0005/546 | 750i, 750iL, L7 | 240    | 5.558    | 5.219    | 3.824    | 3.570    | 3.360    | 3.075    | 2.809    | 2.517    | 2.275    | 2.050    | 1.891    | 1.761    | 1.609    | 1.470    | 1.378    | 1.323    | 1.267    | 1.202    |
| 0005/564 | 728i, 728iL     | 142    | 14.401   | 13.456   | 9.968    | 9.439    | 9.023    | 8.668    | 8.126    | 7.505    | 6.895    | 6.396    | 5.902    | 5.411    | 4.939    | 4.516    | 4.107    | 3.787    | 3.462    | 3.250    |
| 0005/583 | 750iL (2)       | 240    | 137      | 108      |          |          |          |          |          |          |          |          |          |          |          | 3        | 6        | 5        | 5        | 5        |
| 0005/584 | 735i, 735iL     | 173    | 4.642    | 4.303    | 3.088    | 2.920    | 2.736    | 2.588    | 2.384    | 2.147    | 1.942    | 1.776    | 1.611    | 1.467    | 1.294    | 1.168    | 1.045    | 949      | 869      | 809      |
| 0005/585 | 740i, 740iL (3) | 210    | 8.267    | 7.639    | 5.700    | 5.436    | 5.224    | 4.956    | 4.648    | 4.322    | 3.921    | 3.661    | 3.317    | 3.072    | 2.801    | 2.588    | 2.440    | 2.290    | 2.180    | 2.052    |
| 0005/589 | 725tds          | 105    | 1.451    | 1.333    | 810      | 672      | 599      | 509      | 434      | 344      | 293      | 239      | 210      | 177      | 141      | 121      | 102      | 90       | 82       | 82       |
| 0005/635 | 730d            | 135    | 2.292    | 2.049    | 1.269    | 1.084    | 930      | 810      | 687      | 564      | 471      | 404      | 335      | 274      | 221      | 181      | 147      | 129      | 115      | 103      |
| 0005/636 | 740d            | 175    | 149      | 123      |          |          |          |          |          |          |          |          |          |          |          | 13       | 10       | 9        | 9        | 6        |
| 0005/640 | 735i, 735iL     | 175    | 2.740    | 2.545    | 1.951    | 1.851    | 1.789    | 1.729    | 1.627    | 1.505    | 1.415    | 1.323    | 1.208    | 1.118    | 1.008    | 934      | 863      | 822      | 771      | 715      |
| 0005/656 | 740d            | 180    | 1.961    | 1.774    | 1.085    | 927      | 814      | 682      | 578      | 505      | 420      | 361      | 307      | 259      | 221      | 182      | 157      | 143      | 132      | 123      |
| 0005/677 | 730d            | 142    | 3.128    | 2.853    | 1.924    | 1.689    | 1.508    | 1.324    | 1.153    | 1.009    | 861      | 727      | 639      | 545      | 478      | 390      | 361      | 330      | 309      | 285      |
| Summe    |                 |        | 57.350   | 52.671   | 36.880   | 34.362   | 32.299   | 30.138   | 27.757   | 25.060   | 22.646   | 20.637   | 18.746   | 17.038   | 15.342   | 13.947   | 12.784   | 11.859   | 11.040   | 10.349   |
| Quelle   | Quelle          | Quelle | [ 42 ]   | [ 43 ]   | [ 44 ]   | [ 45 ]   | [ 46 ]   | [ 47 ]   | [ 48 ]   | [ 49 ]   | [ 50 ]   | [ 51 ]   | [ 52 ]   | [ 53 ]   | [ 54 ]   | [ 55 ]   | [ 56 ]   | [ 57 ]   | [ 58 ]   | [ 59 ]   |

## Produktplatzierung

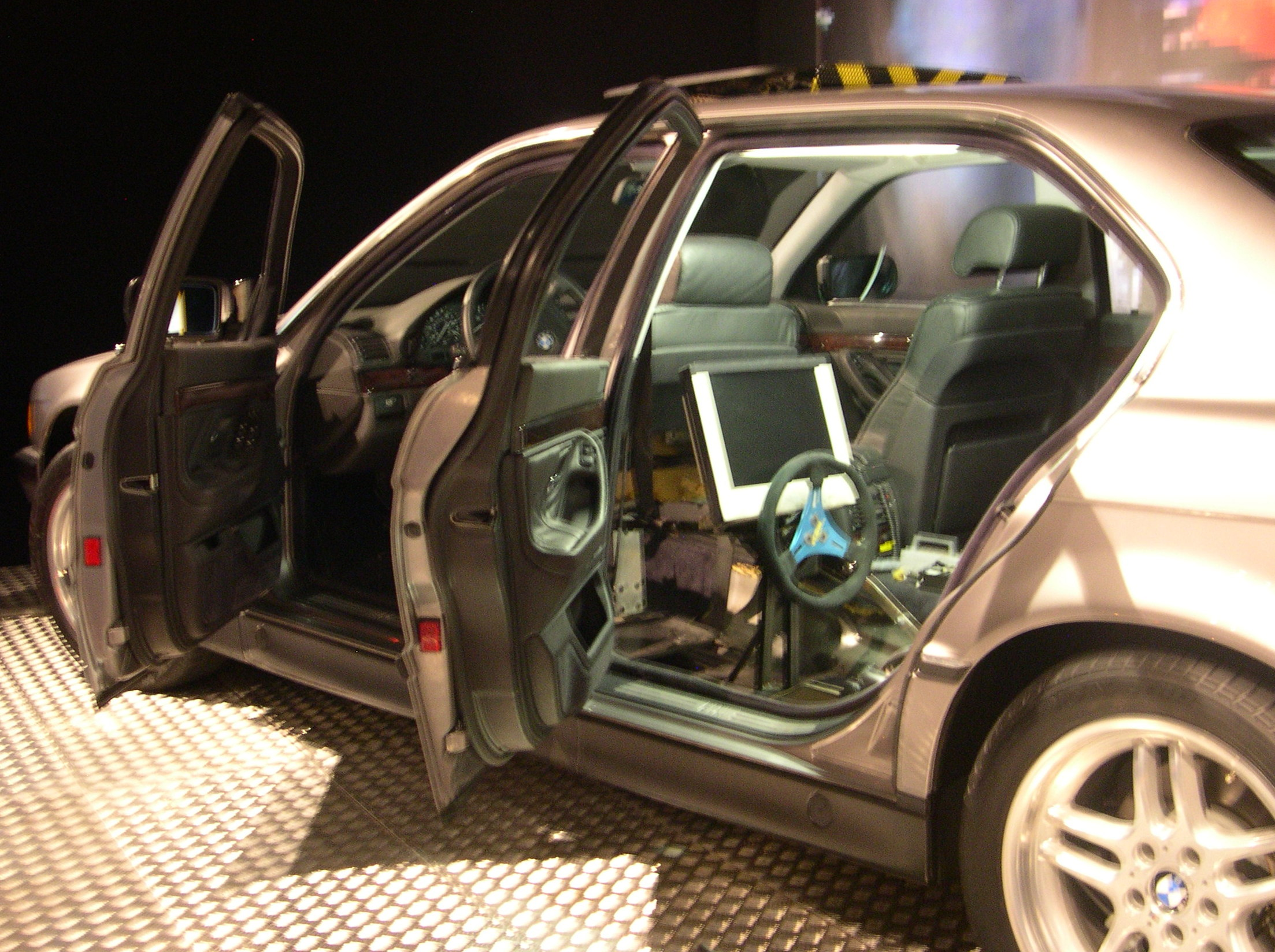
Filmexponat in Ausstellung

Modelle dieser 7er-Baureihe waren häufig in Fernseh- oder Filmproduktionen eingesetzt. Besonders bekannt wurde ein 750i, der in dem James-Bond-Film Der Morgen stirbt nie eingesetzt wurde. Das Fahrzeug war im Film über eine Fernbedienung steuerbar; das eingesetzte Filmfahrzeug wurde für diesen Zweck aufwendig umgebaut.
Im Actionfilm The Transporter fährt der Hauptdarsteller einen BMW 735i. BMW entschied sich bei der Platzierung bewusst für dieses Modell, um die Absatzzahlen international zu fördern. Allerdings wurde für die Dreharbeiten tatsächlich ein 750iL mit manueller Schaltung verwendet, um die Szenen rasanter zu gestalten.
Des Weiteren wurde ein BMW 750iL im russischen Action Roadmovie Bumer verwendet, der dem Film auch seinen Namen gibt (Bumer ist die umgangssprachliche russische Bezeichnung für BMW-Fahrzeuge).